# Arroyo Blanco, San Juan Petlapa
Arroyo Blanco är en ort i Mexiko.   Den ligger i kommunen San Juan Petlapa och delstaten Oaxaca, i den sydöstra delen av landet, 400 km sydost om huvudstaden Mexico City. Arroyo Blanco ligger 750 meter över havet och antalet invånare är 267.
Terrängen runt Arroyo Blanco är bergig åt sydväst, men åt nordost är den kuperad. Runt Arroyo Blanco är det glesbefolkat, med 19 invånare per kvadratkilometer. Närmaste större samhälle är Ignacio Zaragoza, 11,7 km nordost om Arroyo Blanco. I omgivningarna runt Arroyo Blanco växer i huvudsak städsegrön lövskog.